# Мурский, Владимир Васильевич
Владимир Васильевич Мурский (10 ноября, Замарстынов — 19 июля 1935, Стамбул) — украинский журналист, писатель, педагог, общественный деятель, дипломат. Представитель эмигрантского правительства УНР в Турции (1929—1935).

## Биография

### Детство и образование
Родился 10 ноября 1888 в Замарстынове, что в пригороде Львова. Отец Владимира, Василий Тимофеевич Мурский, тяжело болел и умер в молодом возрасте, оставив четверых детей (троих сыновей и дочь), воспитанию которых посвятила себя его жена Антонина Мурска (Савко).
Владимир как старший из детей первым начал получать образование. В конце XIX века семья переехала в Одессу, где Владимир учился в Ришельевской гимназии, что в то время была самым престижным государственным средне-образовательным учебным заведением в городе.
Однако в 1905 году Мурские вернулись в родной город и Владимир был вынужден завершать обучение уже во Львове. Там Владимир Васильевич завершил среднюю школу и получил высшее филологическое образование и специальность народного учителя, закончив философский факультет Львовского университета.

### Общественная и политическая деятельность
К началу Первой мировой войны работал учителем. 1917-18 активно пропагандировал национально-государственную и культурную политику Украинской Центральной Рады, редактируя вместе с Иваном Липой журнал «Украинское слово» в Одессе, а впоследствии — возглавляя департамент прессы и пропаганды Украинской Народной Республики. Вошел в состав Одесского Украинского керовничого комитета, общественной организации, которая представляла украинское движение в городе и была признана Временным правительством и Украинской Центральной Радой.
В начале марта 1918 года, когда Одесса была освобождена от большевиков, Мурский поручено от имени украинской власти Одессы координировать отношения с австро-германским военным командованием.
В 1921 году Владимир Мурский вместе со своей женой жили в Вене, где Мурского назначили прессовым референтом посольства УНР.
С 1929 по 1935 год Владимир Мурский был представителем эмигрантского правительства УНР в Турции. В 1935 году умер в Стамбуле, как считалось, в результате рака, но сегодняшние исследователи связывают его смерть с рядом загадочных смертей деятелей УНР в Стамбуле, которые, возможно, были отравлены агентами ГПУ.

## Автор работ
- «Ukrayna ve istiklâl mücahedeleri» (Украина и её борьба за независимость) (1930)
- «Yeni Rusya’nın iç yüzü» (Настоящее лицо новой России) (1932)